# Tour des Flandres féminin 2020
La 17e édition du Tour des Flandres féminin a lieu le 18 octobre 2020. C'est la onzième épreuve de l'UCI World Tour féminin 2020. Elle est remportée par la Néerlandaise Chantal van den Broek-Blaak.

## Présentation

### Parcours
Le parcours n'est pas divulgué au public avant le départ à cause de l'épidémie de Covid. Il est raccourci d'une vingtaine de kilomètres par rapport à celui prévu pour avril. Il y a au total onze côtes. Le Wolvenberg, Tenbosse et le mur de Grammont ont été retirés du parcours. Le vieux Quaremont et le Paterberg sont comme les années précédentes les dernières difficultés de la course,.
Onze monts sont au programme de cette édition, pour la plupart recouverts de pavés (approximatif) :
| Mont | Nom             | Km  | Revêtement | Longueur (m) | Pente moyenne | Km de l'arrivée |
| ---- | --------------- | --- | ---------- | ------------ | ------------- | --------------- |
| 1    | Katteberg (nl)  | 51  | asphalte   | 600          | 6,7 %         | 84,6            |
| 2    | Edelare         | 56  | asphalte   | 1 000        | 4,2 %         | 79,6            |
| 3    | Varent          | 61  | asphalte?  | 700          | 7,6 %         | 74,6            |
| 4    | Leberg          | 67  | asphalte   | 950          | 4,2 %         | 68,6            |
| 5    | Berendries      | 72  | asphalte   | 940          | 7 %           | 63,6            |
| 6    | Valkenberg      | 77  | asphalte   | 540          | 8,1 %         | 58,6            |
| 7    | Kanarieberg     | 90  | asphalte   | 1 000        | 7,7 %         | 45,6            |
| 8    | Taaienberg      | 95  | pavé       | 530          | 6,6 %         | 40,6            |
| 8    | Kruisberg       | 106 | asphalte   | 2 500        | 5 %           | 26,5            |
| 9    | Vieux Quaremont | 118 | pavés      | 2 200        | 4 %           | 16,7            |
| 10   | Paterberg       | 121 | pavés      | 360          | 12,9 %        | 13,2            |

En plus des traditionnels monts, il y a quatre secteurs pavés (à vérifier) :
| Secteur | Nom              | Km   | Longueur (m) | Km de l'arrivée |
| ------- | ---------------- | ---- | ------------ | --------------- |
| 1       | Lippenhovestraat | 33   | 1 300        | 102,6           |
| 2       | Paddestraat      | 35   | 1 500        | 102,6           |
| 3       | Holleweg         | 57,0 | 1 500        | 78,6            |
| 4       | Haaghoek (nl)    | 62   | 2 000        | 73,6            |

### Équipes
L'équipe Paule Ka rencontrant de majeurs problèmes financiers, elle décide de ne pas se présenter au départ. L'équipe Alé BTC Ljubljana, en quarantaine lors de Gand-Wevelgem, rencontre des difficultés pour organiser le voyage de ses coureuses et annule sa participation. Chevalmeire et Astana Women's décident également de renoncer en considérant la situation à risque liée au virus.
| UCI Women's WorldTeams (7)- Canyon-SRAM Racing - CCC-Liv - FDJ-Nouvelle Aquitaine-Futuroscope - Mitchelton-Scott - Movistar Team - Sunweb Women - Trek-Segafredo Équipes féminines continentales (13)- Boels Dolmans - Ceratizit-WNT Pro Cycling - Ciclotel - Cogeas Mettler Look - Doltcini-Van Eyck Sport - Hitec Products - Lotto Soudal Ladies - Massi Tactic - Multum Accountants-LSK - Parkhotel Valkenburg-Destil - Rally - Tibco-Silicon Valley Bank - Valcar-Travel & Service |
| |

### Favorites
L'équipe de la vainqueur sortante Marta Bastianelli étant en quarantaine lors de Gand-Wevelgem, Alé BTC Ljubljana  décide de ne pas participer à la course. La championne du monde Anna van der Breggen, vainqueur en 2018, est une des favorites. Annemiek van Vleuten et Amanda Spratt mèneront la formation Mitchelton-Scott, qui compte aussi Grace Brown qui vient de remporter la Flèche brabançonne. La formation Trek-Segrafredo est au départ avec pas moins de trois anciennes vainqueurs en : Elizabeth Deignan, Elisa Longo Borghini et Ellen van Dijk. Cecilie Uttrup Ludwig était troisième en 2019 et montre une bonne forme.

## Récit de la course
Une échappée sort en début de course. Initialement constituée de sept coureuses, elle est rapidement réduite à cinq unités. Dans le Kanarieberg, Anna van der Breggen mène et réduit l'écart avec l'échappée qui est reprise en bas du Taienberg. Dans celui-ci, Demi Vollering accélère, elle est pourchassée par van der Breggen. Le peloton est très étiré sur cette montée. Riejanne Markus et Alena Amialiusik profite de l'accalmie pour partir. Elles arrivent au pied du Kruisberg, soit à trente kilomètres du but, avec cinquante-deux secondes d'avance. Au sommet, Chantal Blaak attaque. Elle est suivie par Elisa Longo Borghini, Lisa Brennauer et van der Breggen. L'accélération reprend les deux échappée. Jolien D'Hoore est en difficulté. Chantal Blaak tente une seconde fois quelques hectomètres plus loin. Annemiek van Vleuten contre, Cecilie Uttrup Ludwig tente de suivre sans succès, et s'isole seule en tête. Anna van der Breggen part seule à sa poursuite. Elle la reprend au bout de quelques kilomètres. À la surprise de Van Vleuten, van der Breggen refuse de coopérer. Le duo est repris par ce qu'il reste du peloton. Jolien D'Hoore revient dans ce groupe de dix-sept athlètes. Dès le pied du vieux Quaremont, Jolien D'Hoore perd le contact. Van Vleuten et Lisa Brennauer mènent la montée. À son sommet, Chantal Blaak place une troisième offensive décisive. Elle passe seule en tête le Paterberg, ses coéquipières empêchant toute chasse. Dans les derniers kilomètres de course, Floortje Mackaij attaque et prend quelques secondes au groupe, mais est reprise. Au sprint pour la deuxième place, Amy Pieters devance Lotte Kopecky. Boels Dolmans réalise donc un doublé.

## Classements

### Classement final
| \| Classement général \| Classement général \| Classement général \| Classement général \| Classement général \| \| Coureuse \| Coureuse \| Pays \| Équipe \| Temps \| \| ------------------ \| --------------------------- \| ------------------ \| ---------------------------------- \| ------------------ \| \| 1re \| Chantal van den Broek-Blaak \| Pays-Bas \| Boels Dolmans \| 3 h 29 min 57 s \| \| 2e \| Amy Pieters \| Pays-Bas \| Boels Dolmans \| + 1 min 01 s \| \| 3e \| Lotte Kopecky \| Belgique \| Lotto Soudal Ladies \| + 1 min 01 s \| \| 4e \| Lisa Brennauer \| Allemagne \| Ceratizit-WNT Pro Cycling \| + 1 min 01 s \| \| 5e \| Sarah Roy \| Australie \| Mitchelton-Scott \| + 1 min 01 s \| \| 6e \| Alena Amialiusik \| Biélorussie \| Canyon-SRAM Racing \| + 1 min 01 s \| \| 7e \| Demi Vollering \| Pays-Bas \| Parkhotel Valkenburg \| + 1 min 01 s \| \| 8e \| Elisa Longo Borghini \| Italie \| Trek-Segafredo \| + 1 min 01 s \| \| 9e \| Lauren Stephens \| États-Unis \| Tibco-Silicon Valley Bank \| + 1 min 01 s \| \| 10e \| Marta Cavalli \| Italie \| Valcar-Travel & Service \| + 1 min 01 s \| \| 11e \| Anna van der Breggen \| Pays-Bas \| Boels Dolmans \| + 1 min 01 s \| \| 12e \| Floortje Mackaij \| Pays-Bas \| Sunweb \| + 1 min 01 s \| \| 13e \| Riejanne Markus \| Pays-Bas \| CCC-Liv \| + 1 min 01 s \| \| 14e \| Grace Brown \| Australie \| Mitchelton-Scott \| + 1 min 01 s \| \| 15e \| Annemiek van Vleuten \| Pays-Bas \| Mitchelton-Scott \| + 1 min 01 s \| \| 16e \| Cecilie Uttrup Ludwig \| Danemark \| FDJ-Nouvelle Aquitaine-Futuroscope \| + 1 min 01 s \| \| 17e \| Ellen van Dijk \| Pays-Bas \| Trek-Segafredo \| + 4 min 15 s \| \| 18e \| Jolien D'Hoore \| Belgique \| Boels Dolmans \| + 4 min 15 s \| \| 19e \| Aude Biannic \| France \| Movistar Team \| + 5 min 28 s \| \| 20e \| Amalie Dideriksen \| Danemark \| Boels Dolmans \| + 5 min 58 s \| |                             |             |                                    |                 |
| |                             |             |                                    |                 |
| Source : ProCyclingStats |                             |             |                                    |                 |
| Classement général |                             |             |                                    |                 |
| Coureuse | Coureuse                    | Pays        | Équipe                             | Temps           |
| 1re | Chantal van den Broek-Blaak | Pays-Bas    | Boels Dolmans                      | 3 h 29 min 57 s |
| 2e | Amy Pieters                 | Pays-Bas    | Boels Dolmans                      | + 1 min 01 s    |
| 3e | Lotte Kopecky               | Belgique    | Lotto Soudal Ladies                | + 1 min 01 s    |
| 4e | Lisa Brennauer              | Allemagne   | Ceratizit-WNT Pro Cycling          | + 1 min 01 s    |
| 5e | Sarah Roy                   | Australie   | Mitchelton-Scott                   | + 1 min 01 s    |
| 6e | Alena Amialiusik            | Biélorussie | Canyon-SRAM Racing                 | + 1 min 01 s    |
| 7e | Demi Vollering              | Pays-Bas    | Parkhotel Valkenburg               | + 1 min 01 s    |
| 8e | Elisa Longo Borghini        | Italie      | Trek-Segafredo                     | + 1 min 01 s    |
| 9e | Lauren Stephens             | États-Unis  | Tibco-Silicon Valley Bank          | + 1 min 01 s    |
| 10e | Marta Cavalli               | Italie      | Valcar-Travel & Service            | + 1 min 01 s    |
| 11e | Anna van der Breggen        | Pays-Bas    | Boels Dolmans                      | + 1 min 01 s    |
| 12e | Floortje Mackaij            | Pays-Bas    | Sunweb                             | + 1 min 01 s    |
| 13e | Riejanne Markus             | Pays-Bas    | CCC-Liv                            | + 1 min 01 s    |
| 14e | Grace Brown                 | Australie   | Mitchelton-Scott                   | + 1 min 01 s    |
| 15e | Annemiek van Vleuten        | Pays-Bas    | Mitchelton-Scott                   | + 1 min 01 s    |
| 16e | Cecilie Uttrup Ludwig       | Danemark    | FDJ-Nouvelle Aquitaine-Futuroscope | + 1 min 01 s    |
| 17e | Ellen van Dijk              | Pays-Bas    | Trek-Segafredo                     | + 4 min 15 s    |
| 18e | Jolien D'Hoore              | Belgique    | Boels Dolmans                      | + 4 min 15 s    |
| 19e | Aude Biannic                | France      | Movistar Team                      | + 5 min 28 s    |
| 20e | Amalie Dideriksen           | Danemark    | Boels Dolmans                      | + 5 min 58 s    |

### UCI World Tour

#### Points attribués
| Position           | 1er | 2e  | 3e  | 4e  | 5e  | 6e  | 7e  | 8e  | 9e | 10e | 11e | 12e | 13e | 14e | 15e | 16e à 20e | 21e à 30e | 31e à 40e |
| Classement général | 400 | 320 | 260 | 220 | 180 | 140 | 120 | 100 | 80 | 68  | 56  | 48  | 40  | 32  | 28  | 24        | 16        | 8         |

| Classement par points | Classement par points | Classement par points | Classement par points              | Classement par points |
| Coureuse              | Coureuse              | Pays                  | Équipe                             | Points                |
| --------------------- | --------------------- | --------------------- | ---------------------------------- | --------------------- |
| 1re                   | Lizzie Deignan        | Royaume-Uni           | Trek-Segafredo                     | 1622 pts              |
| 2e                    | Anna van der Breggen  | Pays-Bas              | Boels Dolmans                      | 1221 pts              |
| 3e                    | Elisa Longo Borghini  | Italie                | Trek-Segafredo                     | 1081 pts              |
| 4e                    | Marianne Vos          | Pays-Bas              | CCC-Liv                            | 974 pts               |
| 5e                    | Demi Vollering        | Pays-Bas              | Parkhotel Valkenburg               | 856 pts               |
| 6e                    | Cecilie Uttrup Ludwig | Danemark              | FDJ-Nouvelle Aquitaine-Futuroscope | 832 pts               |
| 7e                    | Liane Lippert         | Allemagne             | Sunweb                             | 814 pts               |
| 8e                    | Lotte Kopecky         | Belgique              | Lotto Soudal Ladies                | 790 pts               |
| 9e                    | Annemiek van Vleuten  | Pays-Bas              | Mitchelton-Scott                   | 761 pts               |
| 10e                   | Katarzyna Niewiadoma  | Pologne               | Canyon-SRAM Racing                 | 747 pts               |

| Classement par points | Classement par points | Classement par points | Classement par points              | Classement par points |
| Coureuse              | Coureuse              | Pays                  | Équipe                             | Points                |
| --------------------- | --------------------- | --------------------- | ---------------------------------- | --------------------- |
| 1re                   | Lizzie Deignan        | Royaume-Uni           | Trek-Segafredo                     | 1622 pts              |
| 2e                    | Anna van der Breggen  | Pays-Bas              | Boels Dolmans                      | 1221 pts              |
| 3e                    | Elisa Longo Borghini  | Italie                | Trek-Segafredo                     | 1081 pts              |
| 4e                    | Marianne Vos          | Pays-Bas              | CCC-Liv                            | 974 pts               |
| 5e                    | Demi Vollering        | Pays-Bas              | Parkhotel Valkenburg               | 856 pts               |
| 6e                    | Cecilie Uttrup Ludwig | Danemark              | FDJ-Nouvelle Aquitaine-Futuroscope | 832 pts               |
| 7e                    | Liane Lippert         | Allemagne             | Sunweb                             | 814 pts               |
| 8e                    | Lotte Kopecky         | Belgique              | Lotto Soudal Ladies                | 790 pts               |
| 9e                    | Annemiek van Vleuten  | Pays-Bas              | Mitchelton-Scott                   | 761 pts               |
| 10e                   | Katarzyna Niewiadoma  | Pologne               | Canyon-SRAM Racing                 | 747 pts               |

| Classement du meilleur jeune | Classement du meilleur jeune | Classement du meilleur jeune | Classement du meilleur jeune       | Classement du meilleur jeune |
| Coureuse                     | Coureuse                     | Pays                         | Équipe                             | Points                       |
| ---------------------------- | ---------------------------- | ---------------------------- | ---------------------------------- | ---------------------------- |
| 1re                          | Liane Lippert                | Allemagne                    | Sunweb                             | 28 pts                       |
| 2e                           | Mikayla Harvey               | Nouvelle-Zélande             | Paule Ka                           | 22 pts                       |
| 3e                           | Juliette Labous              | France                       | Sunweb                             | 8 pts                        |
| 4e                           | Elisa Balsamo                | Italie                       | Valcar-Travel & Service            | 6 pts                        |
| 5e                           | Chiara Consonni              | Italie                       | Valcar-Travel & Service            | 6 pts                        |
| 6e                           | Évita Muzic                  | France                       | FDJ-Nouvelle Aquitaine-Futuroscope | 4 pts                        |
| 7e                           | Ella Harris                  | Nouvelle-Zélande             | Canyon-SRAM Racing                 | 4 pts                        |
| 8e                           | Marta Cavalli                | Italie                       | Valcar-Travel & Service            | 2 pts                        |
| 9e                           | Niamh Fisher-Black           | Nouvelle-Zélande             | Paule Ka                           | 2 pts                        |
| 10e                          | Letizia Borghesi             | Italie                       | Aromitalia Vaiano                  | 2 pts                        |

| Classement du meilleur jeune | Classement du meilleur jeune | Classement du meilleur jeune | Classement du meilleur jeune       | Classement du meilleur jeune |
| Coureuse                     | Coureuse                     | Pays                         | Équipe                             | Points                       |
| ---------------------------- | ---------------------------- | ---------------------------- | ---------------------------------- | ---------------------------- |
| 1re                          | Liane Lippert                | Allemagne                    | Sunweb                             | 28 pts                       |
| 2e                           | Mikayla Harvey               | Nouvelle-Zélande             | Paule Ka                           | 22 pts                       |
| 3e                           | Juliette Labous              | France                       | Sunweb                             | 8 pts                        |
| 4e                           | Elisa Balsamo                | Italie                       | Valcar-Travel & Service            | 6 pts                        |
| 5e                           | Chiara Consonni              | Italie                       | Valcar-Travel & Service            | 6 pts                        |
| 6e                           | Évita Muzic                  | France                       | FDJ-Nouvelle Aquitaine-Futuroscope | 4 pts                        |
| 7e                           | Ella Harris                  | Nouvelle-Zélande             | Canyon-SRAM Racing                 | 4 pts                        |
| 8e                           | Marta Cavalli                | Italie                       | Valcar-Travel & Service            | 2 pts                        |
| 9e                           | Niamh Fisher-Black           | Nouvelle-Zélande             | Paule Ka                           | 2 pts                        |
| 10e                          | Letizia Borghesi             | Italie                       | Aromitalia Vaiano                  | 2 pts                        |

| Classement par équipes aux points | Classement par équipes aux points  | Classement par équipes aux points | Classement par équipes aux points |
| Équipe                            | Équipe                             | Pays                              | Points                            |
| --------------------------------- | ---------------------------------- | --------------------------------- | --------------------------------- |
| 1re                               | Trek-Segafredo                     | États-Unis                        | 3520 pts                          |
| 2e                                | Boels Dolmans                      | Pays-Bas                          | 3017 pts                          |
| 3e                                | Mitchelton-Scott                   | Australie                         | 1988 pts                          |
| 4e                                | CCC-Liv                            | Pologne                           | 1901 pts                          |
| 5e                                | Sunweb Women                       | Pays-Bas                          | 1734 pts                          |
| 6e                                | Paule Ka                           | Suisse                            | 1656 pts                          |
| 7e                                | Canyon-SRAM Racing                 | Allemagne                         | 1618 pts                          |
| 8e                                | FDJ-Nouvelle Aquitaine-Futuroscope | France                            | 1442 pts                          |
| 9e                                | Ceratizit-WNT Pro Cycling          | Allemagne                         | 1051 pts                          |
| 10e                               | Alé BTC Ljubljana                  | Italie                            | 1019 pts                          |

| Classement par équipes aux points | Classement par équipes aux points  | Classement par équipes aux points | Classement par équipes aux points |
| Équipe                            | Équipe                             | Pays                              | Points                            |
| --------------------------------- | ---------------------------------- | --------------------------------- | --------------------------------- |
| 1re                               | Trek-Segafredo                     | États-Unis                        | 3520 pts                          |
| 2e                                | Boels Dolmans                      | Pays-Bas                          | 3017 pts                          |
| 3e                                | Mitchelton-Scott                   | Australie                         | 1988 pts                          |
| 4e                                | CCC-Liv                            | Pologne                           | 1901 pts                          |
| 5e                                | Sunweb Women                       | Pays-Bas                          | 1734 pts                          |
| 6e                                | Paule Ka                           | Suisse                            | 1656 pts                          |
| 7e                                | Canyon-SRAM Racing                 | Allemagne                         | 1618 pts                          |
| 8e                                | FDJ-Nouvelle Aquitaine-Futuroscope | France                            | 1442 pts                          |
| 9e                                | Ceratizit-WNT Pro Cycling          | Allemagne                         | 1051 pts                          |
| 10e                               | Alé BTC Ljubljana                  | Italie                            | 1019 pts                          |

## Liste des participantes
| Légende | Légende                                                                    | Légende | Légende                                                    |
| ------- | -------------------------------------------------------------------------- | ------- | ---------------------------------------------------------- |
| Num     | Dossard de départ porté par le coureur sur ce Tour des Flandres            | Pos     | Position à l'arrivée de la course                          |
|         | Indique un maillot de champion national ou mondial, suivi de sa spécialité | NP      | Indique un coureur qui n'a pas pris le départ de la course |
| AB      | Indique un coureur qui n'a pas terminé la course                           | HD      | Indique un coureur qui a terminé la course hors des délais |

| Boels Dolmans DLT | Boels Dolmans DLT                  | Boels Dolmans DLT |
| ----------------- | ---------------------------------- | ----------------- |
| Num               | Coureuse                           | Pos               |
| 1                 | Anna van der Breggen (NED) (route) | 11e               |
| 2                 | Jolien D'Hoore (BEL)               | 18e               |
| 3                 | Christine Majerus (LUX) (route)    | 67e               |
| 4                 | Amy Pieters (NED)                  | 2e                |
| 5                 | Amalie Dideriksen (DEN)            | 20e               |
| 6                 | Chantal van den Broek-Blaak (NED)  | 1re               |

| Lotto Soudal Ladies LSL | Lotto Soudal Ladies LSL     | Lotto Soudal Ladies LSL |
| ----------------------- | --------------------------- | ----------------------- |
| Num                     | Coureuse                    | Pos                     |
| 11                      | Lotte Kopecky (BEL) (route) | 3e                      |
| 12                      | Teuntje Beekhuis (NED)      | 53e                     |
| 13                      | Danique Braam (NED)         | 60e                     |
| 14                      | Arianna Fidanza (ITA)       | 26e                     |
| 15                      | Abby-Mae Parkinson (GBR)    | 41e                     |
| 16                      | Jesse Vandenbulcke (BEL)    | AB                      |

| Mitchelton-Scott MTS | Mitchelton-Scott MTS               | Mitchelton-Scott MTS |
| -------------------- | ---------------------------------- | -------------------- |
| Num                  | Coureuse                           | Pos                  |
| 21                   | Annemiek van Vleuten (NED) (route) | 15e                  |

| Sans équipe ___ | Sans équipe ___     | Sans équipe ___ |
| --------------- | ------------------- | --------------- |
| Num             | Coureuse            | Pos             |
| 22              | Jessica Allen (GBR) | AB              |

| Mitchelton-Scott MTS | Mitchelton-Scott MTS        | Mitchelton-Scott MTS |
| -------------------- | --------------------------- | -------------------- |
| Num                  | Coureuse                    | Pos                  |
| 23                   | Grace Brown (AUS)           | 14e                  |
| 24                   | Gracie Elvin (AUS)          | AB                   |
| 25                   | Sarah Roy (AUS)             | 5e                   |
| 26                   | Amanda Spratt (AUS) (route) | 52e                  |

| FDJ-Nouvelle Aquitaine-Futuroscope FDJ | FDJ-Nouvelle Aquitaine-Futuroscope FDJ | FDJ-Nouvelle Aquitaine-Futuroscope FDJ |
| -------------------------------------- | -------------------------------------- | -------------------------------------- |
| Num                                    | Coureuse                               | Pos                                    |
| 31                                     | Cecilie Uttrup Ludwig (DEN)            | 16e                                    |
| 32                                     | Stine Borgli (NOR)                     | 29e                                    |
| 33                                     | Brodie Chapman (AUS)                   | 40e                                    |
| 34                                     | Eugénie Duval (FRA)                    | 28e                                    |
| 35                                     | Emilia Fahlin (SWE)                    | 76e                                    |
| 36                                     | Maëlle Grossetête (FRA)                | 66e                                    |

| Canyon-SRAM Racing CSR | Canyon-SRAM Racing CSR     | Canyon-SRAM Racing CSR |
| ---------------------- | -------------------------- | ---------------------- |
| Num                    | Coureuse                   | Pos                    |
| 41                     | Alice Barnes (GBR) (route) | 78e                    |
| 42                     | Alena Amialiusik (BLR)     | 6e                     |
| 43                     | Hannah Barnes (GBR)        | 46e                    |
| 44                     | Elena Cecchini (ITA)       | 27e                    |
| 45                     | Tiffany Cromwell (AUS)     | 36e                    |
| 46                     | Alexis Magner (USA)        | AB                     |

| CCC-Liv CCC | CCC-Liv CCC                    | CCC-Liv CCC |
| ----------- | ------------------------------ | ----------- |
| Num         | Coureuse                       | Pos         |
| 51          | Riejanne Markus (NED)          | 13e         |
| 52          | Sofia Bertizzolo (ITA)         | 64e         |
| 53          | Jeanne Korevaar (NED)          | 44e         |
| 54          | Evy Kuijpers (NED)             | AB          |
| 55          | Ashleigh Moolman (RSA) (route) | 30e         |
| 56          | Soraya Paladin (ITA)           | 39e         |

| Movistar Team MOV | Movistar Team MOV       | Movistar Team MOV |
| ----------------- | ----------------------- | ----------------- |
| Num               | Coureuse                | Pos               |
| 61                | Aude Biannic (FRA)      | 19e               |
| 62                | Jelena Erić (SRB)       | 48e               |
| 63                | Alicia González (ESP)   | 75e               |
| 64                | Barbara Guarischi (ITA) | 24e               |
| 65                | Alba Teruel (ESP)       | AB                |
| 66                | Gloria Rodríguez (ESP)  | 73e               |

| Sunweb SUN | Sunweb SUN             | Sunweb SUN |
| ---------- | ---------------------- | ---------- |
| Num        | Coureuse               | Pos        |
| 71         | Coryn Rivera (USA)     | 45e        |
| 72         | Alison Jackson (CAN)   | 42e        |
| 73         | Leah Kirchmann (CAN)   | 33e        |
| 74         | Franziska Koch (GER)   | AB         |
| 75         | Liane Lippert (GER)    | 51e        |
| 76         | Floortje Mackaij (NED) | 12e        |

| Trek-Segafredo TFS | Trek-Segafredo TFS                | Trek-Segafredo TFS |
| ------------------ | --------------------------------- | ------------------ |
| Num                | Coureuse                          | Pos                |
| 81                 | Lizzie Deignan (GBR)              | AB                 |
| 82                 | Audrey Cordon-Ragot (FRA) (route) | 47e                |
| 83                 | Elisa Longo Borghini (ITA)        | 8e                 |
| 84                 | Ellen van Dijk (NED)              | 17e                |
| 85                 | Tayler Wiles (USA)                | AB                 |
| 86                 | Trixi Worrack (GER)               | AB                 |

| Ceratizit-WNT Pro Cycling WNT | Ceratizit-WNT Pro Cycling WNT   | Ceratizit-WNT Pro Cycling WNT |
| ----------------------------- | ------------------------------- | ----------------------------- |
| Num                           | Coureuse                        | Pos                           |
| 91                            | Lisa Brennauer (GER) (route)    | 4e                            |
| 92                            | Laura Asencio (FRA)             | 74e                           |
| 93                            | Maria Giulia Confalonieri (ITA) | 22e                           |
| 94                            | Julie Norman Leth (DEN)         | 23e                           |
| 95                            | Sarah Rijkes (AUT)              | 69e                           |
| 96                            | Lea Lin Teutenberg (GER)        | AB                            |

| Cogeas-Mettler-Look Pro Cycling Team CGS | Cogeas-Mettler-Look Pro Cycling Team CGS | Cogeas-Mettler-Look Pro Cycling Team CGS |
| ---------------------------------------- | ---------------------------------------- | ---------------------------------------- |
| Num                                      | Coureuse                                 | Pos                                      |
| 102                                      | Iuliia Galimullina (RUS)                 | 55e                                      |
| 103                                      | Aigul Gareeva (RUS)                      | 58e                                      |
| 104                                      | Diana Klimova (RUS) (route)              | 43e                                      |
| 105                                      | Edwige Pitel (FRA)                       | 65e                                      |
| 106                                      | Noemi Rüegg (SUI)                        | AB                                       |

| Parkhotel Valkenburg PHV | Parkhotel Valkenburg PHV | Parkhotel Valkenburg PHV |
| ------------------------ | ------------------------ | ------------------------ |
| Num                      | Coureuse                 | Pos                      |
| 111                      | Romy Kasper (GER)        | AB                       |
| 112                      | Anouska Koster (NED)     | 37e                      |
| 113                      | Hanna Nilsson (SWE)      | 34e                      |
| 114                      | Marit Raaijmakers (NED)  | 63e                      |
| 115                      | Nancy van der Burg (NED) | 38e                      |
| 116                      | Demi Vollering (NED)     | 7e                       |

| Valcar-Travel & Service VAL | Valcar-Travel & Service VAL | Valcar-Travel & Service VAL |
| --------------------------- | --------------------------- | --------------------------- |
| Num                         | Coureuse                    | Pos                         |
| 121                         | Silvia Pollicini (ITA)      | AB                          |
| 122                         | Marta Cavalli (ITA)         | 10e                         |
| 123                         | Chiara Consonni (ITA)       | 72e                         |
| 124                         | Vittoria Guazzini (ITA)     | 25e                         |
| 125                         | Silvia Persico (ITA)        | 50e                         |
| 126                         | Ilaria Sanguineti (ITA)     | 21e                         |

| Ciclotel CTL | Ciclotel CTL               | Ciclotel CTL |
| ------------ | -------------------------- | ------------ |
| Num          | Coureuse                   | Pos          |
| 131          | Imogen Cotter (IRL)        | AB           |
| 132          | Valeriya Kononenko (UKR)   | 56e          |
| 133          | Olha Kulynych (UKR)        | AB           |
| 134          | Alice Sharpe (IRL) (route) | AB           |
| 135          | Sara Van de Vel (BEL)      | 59e          |

| Doltcini-Van Eyck-Proximus DVE | Doltcini-Van Eyck-Proximus DVE      | Doltcini-Van Eyck-Proximus DVE |
| ------------------------------ | ----------------------------------- | ------------------------------ |
| Num                            | Coureuse                            | Pos                            |
| 141                            | Mieke Docx (BEL)                    | AB                             |
| 142                            | Christina Schweinberger (AUT)       | 68e                            |
| 143                            | Kathrin Schweinberger (AUT) (route) | AB                             |
| 144                            | Nicole Steigenga (NED)              | 35e                            |
| 145                            | Fien Van Eynde (BEL)                | 62e                            |
| 146                            | Marieke de Groot (NED)              | AB                             |

| Multum Accountants MUL | Multum Accountants MUL  | Multum Accountants MUL |
| ---------------------- | ----------------------- | ---------------------- |
| Num                    | Coureuse                | Pos                    |
| 151                    | Anna Badegruber (AUT)   | AB                     |
| 152                    | Lara Defour (BEL)       | AB                     |
| 153                    | Julie Stockman (BEL)    | AB                     |
| 154                    | Hanna Johansson (SWE)   | AB                     |
| 155                    | Céline van Houtum (NED) | 57e                    |
| 156                    | Kylie Waterreus (NED)   | 79e                    |

| Hitec Products-Birk Sport HPU | Hitec Products-Birk Sport HPU  | Hitec Products-Birk Sport HPU |
| ----------------------------- | ------------------------------ | ----------------------------- |
| Num                           | Coureuse                       | Pos                           |
| 161                           | Pernille Larsen Feldmann (NOR) | AB                            |
| 162                           | Vita Heine (NOR)               | 54e                           |
| 163                           | Mieke Kröger (GER)             | AB                            |
| 164                           | Silje Mathisen (NOR)           | AB                            |
| 165                           | Greta Richioud (FRA)           | AB                            |
| 166                           | Lucy van der Haar (GBR)        | AB                            |

| Massi Tactic MAT | Massi Tactic MAT              | Massi Tactic MAT |
| ---------------- | ----------------------------- | ---------------- |
| Num              | Coureuse                      | Pos              |
| 171              | Mireia Benito (ESP)           | AB               |
| 172              | Belén López (ESP)             | AB               |
| 173              | Isabel Martin (ESP)           | AB               |
| 174              | Patricia Ortega Ruiz (ESP)    | AB               |
| 175              | Gabrielle Pilote Fortin (CAN) | AB               |
| 176              | Ariadna Trias (ESP)           | AB               |

| Rally Cycling RLW | Rally Cycling RLW   | Rally Cycling RLW |
| ----------------- | ------------------- | ----------------- |
| Num               | Coureuse            | Pos               |
| 181               | Chloe Hosking (AUS) | 32e               |
| 182               | Emma White (USA)    | 71e               |
| 183               | Heidi Franz (USA)   | 77e               |
| 185               | Sara Poidevin (CAN) | AB                |
| 186               | Lily Williams (USA) | 49e               |

| Tibco-Silicon Valley Bank TIB | Tibco-Silicon Valley Bank TIB | Tibco-Silicon Valley Bank TIB |
| ----------------------------- | ----------------------------- | ----------------------------- |
| Num                           | Coureuse                      | Pos                           |
| 191                           | Leah Dixon (GBR)              | AB                            |
| 192                           | Kristen Faulkner (USA)        | 31e                           |
| 193                           | Nina Kessler (NED)            | 61e                           |
| 194                           | Sharlotte Lucas (NZL) (route) | AB                            |
| 195                           | Emily Newsom (USA)            | 70e                           |
| 196                           | Lauren Stephens (USA)         | 9e                            |

| Boels Dolmans DLT | Boels Dolmans DLT                  | Boels Dolmans DLT |
| ----------------- | ---------------------------------- | ----------------- |
| Num               | Coureuse                           | Pos               |
| 1                 | Anna van der Breggen (NED) (route) | 11e               |
| 2                 | Jolien D'Hoore (BEL)               | 18e               |
| 3                 | Christine Majerus (LUX) (route)    | 67e               |
| 4                 | Amy Pieters (NED)                  | 2e                |
| 5                 | Amalie Dideriksen (DEN)            | 20e               |
| 6                 | Chantal van den Broek-Blaak (NED)  | 1re               |

| Lotto Soudal Ladies LSL | Lotto Soudal Ladies LSL     | Lotto Soudal Ladies LSL |
| ----------------------- | --------------------------- | ----------------------- |
| Num                     | Coureuse                    | Pos                     |
| 11                      | Lotte Kopecky (BEL) (route) | 3e                      |
| 12                      | Teuntje Beekhuis (NED)      | 53e                     |
| 13                      | Danique Braam (NED)         | 60e                     |
| 14                      | Arianna Fidanza (ITA)       | 26e                     |
| 15                      | Abby-Mae Parkinson (GBR)    | 41e                     |
| 16                      | Jesse Vandenbulcke (BEL)    | AB                      |

| Mitchelton-Scott MTS | Mitchelton-Scott MTS               | Mitchelton-Scott MTS |
| -------------------- | ---------------------------------- | -------------------- |
| Num                  | Coureuse                           | Pos                  |
| 21                   | Annemiek van Vleuten (NED) (route) | 15e                  |

| Sans équipe ___ | Sans équipe ___     | Sans équipe ___ |
| --------------- | ------------------- | --------------- |
| Num             | Coureuse            | Pos             |
| 22              | Jessica Allen (GBR) | AB              |

| Mitchelton-Scott MTS | Mitchelton-Scott MTS        | Mitchelton-Scott MTS |
| -------------------- | --------------------------- | -------------------- |
| Num                  | Coureuse                    | Pos                  |
| 23                   | Grace Brown (AUS)           | 14e                  |
| 24                   | Gracie Elvin (AUS)          | AB                   |
| 25                   | Sarah Roy (AUS)             | 5e                   |
| 26                   | Amanda Spratt (AUS) (route) | 52e                  |

| FDJ-Nouvelle Aquitaine-Futuroscope FDJ | FDJ-Nouvelle Aquitaine-Futuroscope FDJ | FDJ-Nouvelle Aquitaine-Futuroscope FDJ |
| -------------------------------------- | -------------------------------------- | -------------------------------------- |
| Num                                    | Coureuse                               | Pos                                    |
| 31                                     | Cecilie Uttrup Ludwig (DEN)            | 16e                                    |
| 32                                     | Stine Borgli (NOR)                     | 29e                                    |
| 33                                     | Brodie Chapman (AUS)                   | 40e                                    |
| 34                                     | Eugénie Duval (FRA)                    | 28e                                    |
| 35                                     | Emilia Fahlin (SWE)                    | 76e                                    |
| 36                                     | Maëlle Grossetête (FRA)                | 66e                                    |

| Canyon-SRAM Racing CSR | Canyon-SRAM Racing CSR     | Canyon-SRAM Racing CSR |
| ---------------------- | -------------------------- | ---------------------- |
| Num                    | Coureuse                   | Pos                    |
| 41                     | Alice Barnes (GBR) (route) | 78e                    |
| 42                     | Alena Amialiusik (BLR)     | 6e                     |
| 43                     | Hannah Barnes (GBR)        | 46e                    |
| 44                     | Elena Cecchini (ITA)       | 27e                    |
| 45                     | Tiffany Cromwell (AUS)     | 36e                    |
| 46                     | Alexis Magner (USA)        | AB                     |

| CCC-Liv CCC | CCC-Liv CCC                    | CCC-Liv CCC |
| ----------- | ------------------------------ | ----------- |
| Num         | Coureuse                       | Pos         |
| 51          | Riejanne Markus (NED)          | 13e         |
| 52          | Sofia Bertizzolo (ITA)         | 64e         |
| 53          | Jeanne Korevaar (NED)          | 44e         |
| 54          | Evy Kuijpers (NED)             | AB          |
| 55          | Ashleigh Moolman (RSA) (route) | 30e         |
| 56          | Soraya Paladin (ITA)           | 39e         |

| Movistar Team MOV | Movistar Team MOV       | Movistar Team MOV |
| ----------------- | ----------------------- | ----------------- |
| Num               | Coureuse                | Pos               |
| 61                | Aude Biannic (FRA)      | 19e               |
| 62                | Jelena Erić (SRB)       | 48e               |
| 63                | Alicia González (ESP)   | 75e               |
| 64                | Barbara Guarischi (ITA) | 24e               |
| 65                | Alba Teruel (ESP)       | AB                |
| 66                | Gloria Rodríguez (ESP)  | 73e               |

| Sunweb SUN | Sunweb SUN             | Sunweb SUN |
| ---------- | ---------------------- | ---------- |
| Num        | Coureuse               | Pos        |
| 71         | Coryn Rivera (USA)     | 45e        |
| 72         | Alison Jackson (CAN)   | 42e        |
| 73         | Leah Kirchmann (CAN)   | 33e        |
| 74         | Franziska Koch (GER)   | AB         |
| 75         | Liane Lippert (GER)    | 51e        |
| 76         | Floortje Mackaij (NED) | 12e        |

| Trek-Segafredo TFS | Trek-Segafredo TFS                | Trek-Segafredo TFS |
| ------------------ | --------------------------------- | ------------------ |
| Num                | Coureuse                          | Pos                |
| 81                 | Lizzie Deignan (GBR)              | AB                 |
| 82                 | Audrey Cordon-Ragot (FRA) (route) | 47e                |
| 83                 | Elisa Longo Borghini (ITA)        | 8e                 |
| 84                 | Ellen van Dijk (NED)              | 17e                |
| 85                 | Tayler Wiles (USA)                | AB                 |
| 86                 | Trixi Worrack (GER)               | AB                 |

| Ceratizit-WNT Pro Cycling WNT | Ceratizit-WNT Pro Cycling WNT   | Ceratizit-WNT Pro Cycling WNT |
| ----------------------------- | ------------------------------- | ----------------------------- |
| Num                           | Coureuse                        | Pos                           |
| 91                            | Lisa Brennauer (GER) (route)    | 4e                            |
| 92                            | Laura Asencio (FRA)             | 74e                           |
| 93                            | Maria Giulia Confalonieri (ITA) | 22e                           |
| 94                            | Julie Norman Leth (DEN)         | 23e                           |
| 95                            | Sarah Rijkes (AUT)              | 69e                           |
| 96                            | Lea Lin Teutenberg (GER)        | AB                            |

| Cogeas-Mettler-Look Pro Cycling Team CGS | Cogeas-Mettler-Look Pro Cycling Team CGS | Cogeas-Mettler-Look Pro Cycling Team CGS |
| ---------------------------------------- | ---------------------------------------- | ---------------------------------------- |
| Num                                      | Coureuse                                 | Pos                                      |
| 102                                      | Iuliia Galimullina (RUS)                 | 55e                                      |
| 103                                      | Aigul Gareeva (RUS)                      | 58e                                      |
| 104                                      | Diana Klimova (RUS) (route)              | 43e                                      |
| 105                                      | Edwige Pitel (FRA)                       | 65e                                      |
| 106                                      | Noemi Rüegg (SUI)                        | AB                                       |

| Parkhotel Valkenburg PHV | Parkhotel Valkenburg PHV | Parkhotel Valkenburg PHV |
| ------------------------ | ------------------------ | ------------------------ |
| Num                      | Coureuse                 | Pos                      |
| 111                      | Romy Kasper (GER)        | AB                       |
| 112                      | Anouska Koster (NED)     | 37e                      |
| 113                      | Hanna Nilsson (SWE)      | 34e                      |
| 114                      | Marit Raaijmakers (NED)  | 63e                      |
| 115                      | Nancy van der Burg (NED) | 38e                      |
| 116                      | Demi Vollering (NED)     | 7e                       |

| Valcar-Travel & Service VAL | Valcar-Travel & Service VAL | Valcar-Travel & Service VAL |
| --------------------------- | --------------------------- | --------------------------- |
| Num                         | Coureuse                    | Pos                         |
| 121                         | Silvia Pollicini (ITA)      | AB                          |
| 122                         | Marta Cavalli (ITA)         | 10e                         |
| 123                         | Chiara Consonni (ITA)       | 72e                         |
| 124                         | Vittoria Guazzini (ITA)     | 25e                         |
| 125                         | Silvia Persico (ITA)        | 50e                         |
| 126                         | Ilaria Sanguineti (ITA)     | 21e                         |

| Ciclotel CTL | Ciclotel CTL               | Ciclotel CTL |
| ------------ | -------------------------- | ------------ |
| Num          | Coureuse                   | Pos          |
| 131          | Imogen Cotter (IRL)        | AB           |
| 132          | Valeriya Kononenko (UKR)   | 56e          |
| 133          | Olha Kulynych (UKR)        | AB           |
| 134          | Alice Sharpe (IRL) (route) | AB           |
| 135          | Sara Van de Vel (BEL)      | 59e          |

| Doltcini-Van Eyck-Proximus DVE | Doltcini-Van Eyck-Proximus DVE      | Doltcini-Van Eyck-Proximus DVE |
| ------------------------------ | ----------------------------------- | ------------------------------ |
| Num                            | Coureuse                            | Pos                            |
| 141                            | Mieke Docx (BEL)                    | AB                             |
| 142                            | Christina Schweinberger (AUT)       | 68e                            |
| 143                            | Kathrin Schweinberger (AUT) (route) | AB                             |
| 144                            | Nicole Steigenga (NED)              | 35e                            |
| 145                            | Fien Van Eynde (BEL)                | 62e                            |
| 146                            | Marieke de Groot (NED)              | AB                             |

| Multum Accountants MUL | Multum Accountants MUL  | Multum Accountants MUL |
| ---------------------- | ----------------------- | ---------------------- |
| Num                    | Coureuse                | Pos                    |
| 151                    | Anna Badegruber (AUT)   | AB                     |
| 152                    | Lara Defour (BEL)       | AB                     |
| 153                    | Julie Stockman (BEL)    | AB                     |
| 154                    | Hanna Johansson (SWE)   | AB                     |
| 155                    | Céline van Houtum (NED) | 57e                    |
| 156                    | Kylie Waterreus (NED)   | 79e                    |

| Hitec Products-Birk Sport HPU | Hitec Products-Birk Sport HPU  | Hitec Products-Birk Sport HPU |
| ----------------------------- | ------------------------------ | ----------------------------- |
| Num                           | Coureuse                       | Pos                           |
| 161                           | Pernille Larsen Feldmann (NOR) | AB                            |
| 162                           | Vita Heine (NOR)               | 54e                           |
| 163                           | Mieke Kröger (GER)             | AB                            |
| 164                           | Silje Mathisen (NOR)           | AB                            |
| 165                           | Greta Richioud (FRA)           | AB                            |
| 166                           | Lucy van der Haar (GBR)        | AB                            |

| Massi Tactic MAT | Massi Tactic MAT              | Massi Tactic MAT |
| ---------------- | ----------------------------- | ---------------- |
| Num              | Coureuse                      | Pos              |
| 171              | Mireia Benito (ESP)           | AB               |
| 172              | Belén López (ESP)             | AB               |
| 173              | Isabel Martin (ESP)           | AB               |
| 174              | Patricia Ortega Ruiz (ESP)    | AB               |
| 175              | Gabrielle Pilote Fortin (CAN) | AB               |
| 176              | Ariadna Trias (ESP)           | AB               |

| Rally Cycling RLW | Rally Cycling RLW   | Rally Cycling RLW |
| ----------------- | ------------------- | ----------------- |
| Num               | Coureuse            | Pos               |
| 181               | Chloe Hosking (AUS) | 32e               |
| 182               | Emma White (USA)    | 71e               |
| 183               | Heidi Franz (USA)   | 77e               |
| 185               | Sara Poidevin (CAN) | AB                |
| 186               | Lily Williams (USA) | 49e               |

| Tibco-Silicon Valley Bank TIB | Tibco-Silicon Valley Bank TIB | Tibco-Silicon Valley Bank TIB |
| ----------------------------- | ----------------------------- | ----------------------------- |
| Num                           | Coureuse                      | Pos                           |
| 191                           | Leah Dixon (GBR)              | AB                            |
| 192                           | Kristen Faulkner (USA)        | 31e                           |
| 193                           | Nina Kessler (NED)            | 61e                           |
| 194                           | Sharlotte Lucas (NZL) (route) | AB                            |
| 195                           | Emily Newsom (USA)            | 70e                           |
| 196                           | Lauren Stephens (USA)         | 9e                            |